# Chevillère

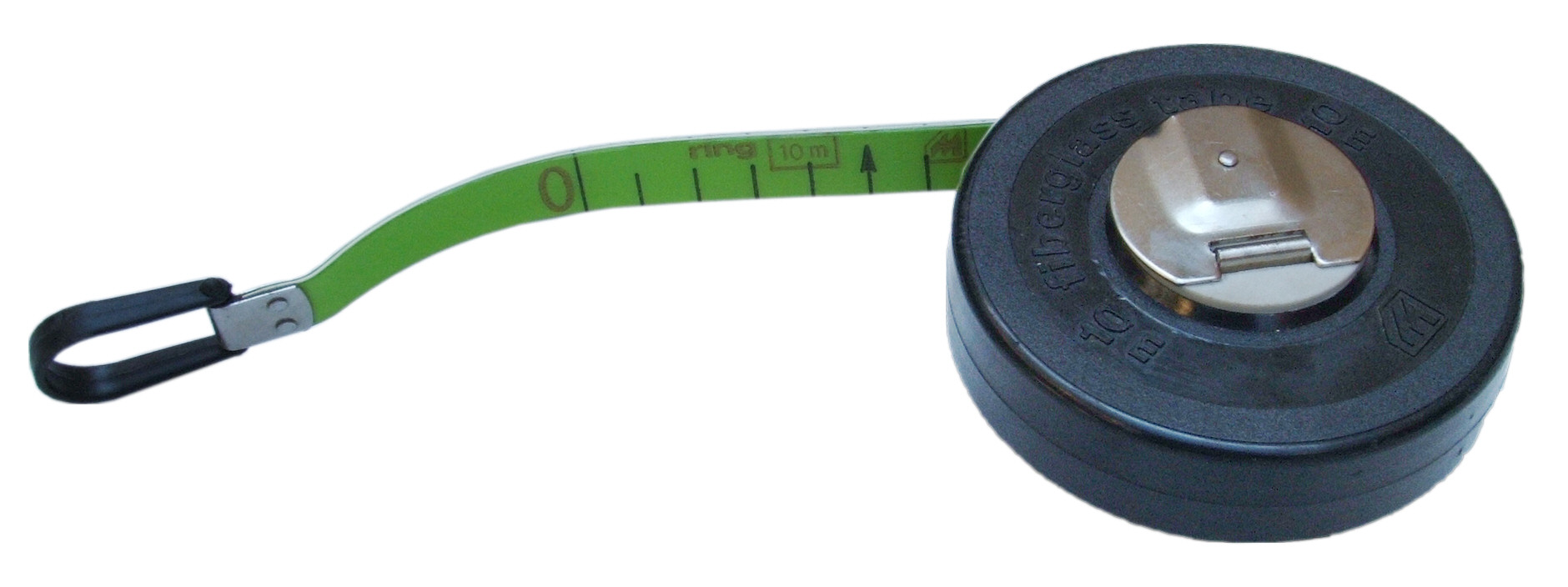
Une chevillère

Une chevillère ou chevillière est un instrument de mesure des longueurs réalisé à l'aide d'un ruban souple gradué.

## Origines
Selon les us et coutumes des lieux, la mesure souple en ruban est également appelé ruban métrique, mètre à ruban, bande de mesure, ou encore, mesure souple. La dénomination de la mesure souple en ruban se complète par la désignation de la matière du ruban qui devait être historiquement fait d'une sorte de ruban appelé « chevillière » dans le domaine de la couture.

## Valeur
Les principales mesures en ruban ont des longueurs nominales, ou portées, de 10 m (décamètre), de 20 m, de 30 m de 50 m, et encore de 100 m ou de 150 m. Elles ont un échelon de 1 mm, de 1 cm, de 1 dm. Aux voisinages des extrémités de la mesure souple, il est parfois adopté un échelon qui est un sous-multiple décimal de l’échelon principal.

## Présentation

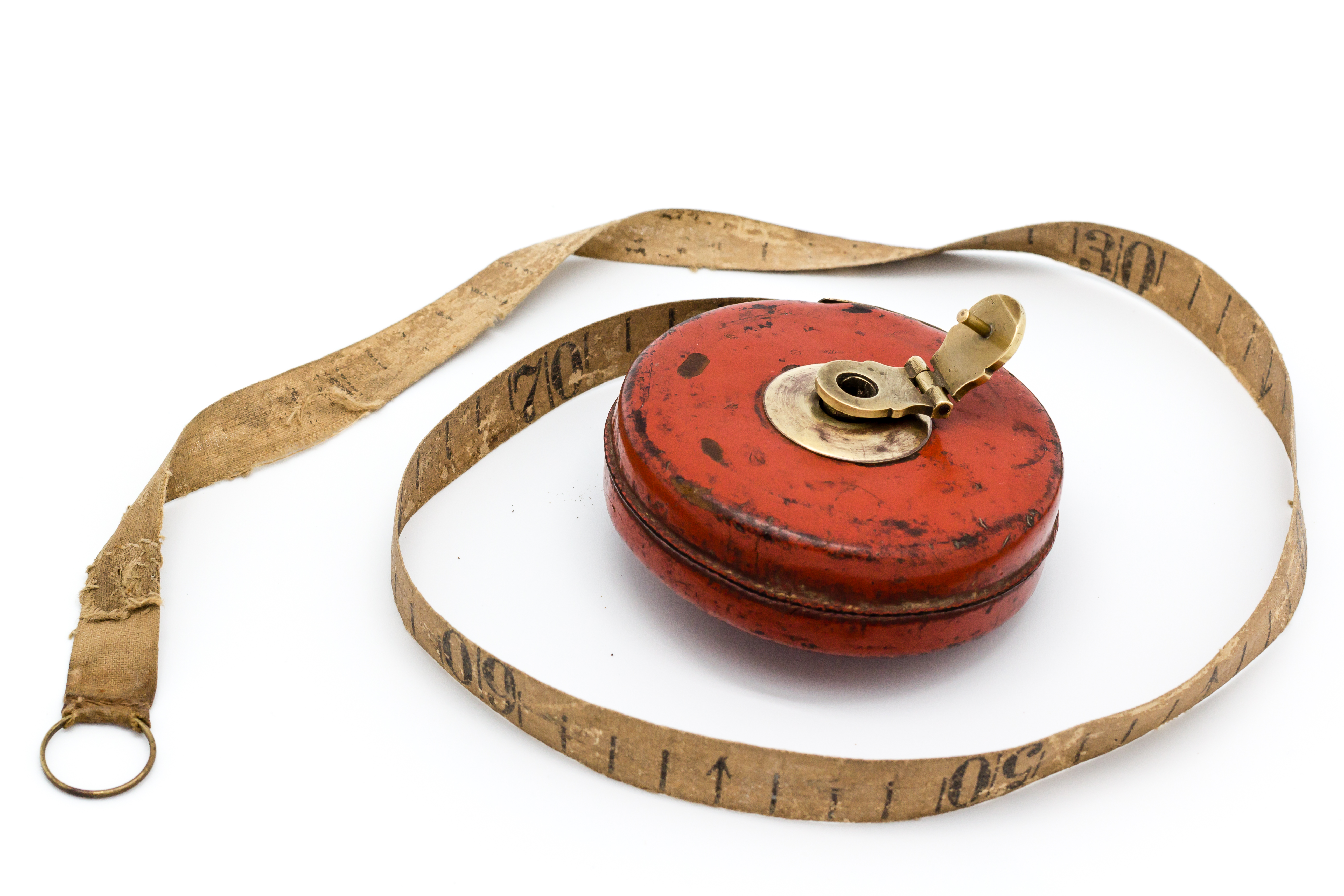
Une chevillière à ruban en tissu et enrouleur manuel. Les mesures sont indiquées à chaque décimètre et le demi-décimètre est marqué d'une flèche.

Les mesures en ruban ont toutes un système semblable de rangement par enroulement. Pour ce faire, elles sont montées dans un boîtier, ou sur un support ouvert muni d’une poignée.
La mesure en ruban fait partie des mesures matérialisées de longueur qui sont définies dans plusieurs documents,
dont les normes OIML No 35 et DIN 6403, ainsi que dans la directive CEE 73/362 et ses compléments. Les définitions des caractéristiques principales qui distinguent plus précisément la mesure en ruban, mais qui peuvent
aussi être communes à toutes les mesures matérialisées, peuvent se résumer comme suit :
- elle comporte des repères dont les distances sont indiquées en unité légale de longueur ;
- elle est désignée par sa longueur nominale ;
- elle est à traits ou mixte.
- la qualité de son matériau est telle que sa variation de longueur reste à l’intérieur des tolérances prescrites lors d’une utilisation dans les conditions d’une température de matériau de (20 ± 8)⁰C, et d’une force de traction située dans la fourchette représentée par la valeur de la force de traction nominale spécifiée ± 10 % ;
- obligatoirement, elle porte en son début l’indication de sa longueur nominale, une marque d’identification, l’indice de classe de précision, la force de traction et le signe d’approbation ;
- accessoirement, elle porte l’indication de la température de référence de 20⁰C, des indications non imposées à caractères non métrologiques, et éventuellement des inscriptions publicitaires ;
- sous la responsabilité du fabricant, accessoirement, elle porte l’indication du coefficient de dilatation.